# Addictive
Addictive è il primo singolo della cantante statunitense Truth Hurts, il primo estratto dal suo album di debutto Truthfully Speaking e pubblicato il 1 aprile 2002.

## Descrizione
L'intero brano è costruito su un campionamento di Thoda Resham Lagta Hai dal film del 1981 Jyoti.